# الیمپوس اوام-دی ئی-ام۵
الیمپوس اوام-دی ئی-ام۵ (به انگلیسی: Olympus OM-D E-M5) یک دوربین عکاسی ساخت شرکت الیمپوس است.